# Sonic and the Secret Rings
Sonic and the Secret Rings (voorheen bekend onder de werktitel Sonic Wild Fire) is exclusief voor de Wii ontwikkeld en maakt optimaal gebruik van de Wii-mote. Sonic and the Secret Rings gaat terug naar de roots van Sonic: actie en snelheid.

## Verhaal
Het verhaal is eenvoudig. Op een dag wordt Sonic wakker gemaakt door een geest uit het boek Duizend en één nacht. Ze vertelt hem over een kwade geest genaamd Erazor Djing en dat haar wereld is vernietigd. Als hij genoeg energie heeft verzameld zal hij naar de echte wereld kunnen komen. Reden genoeg voor Sonic om in het boek te gaan en de kwade geest te bestrijden.

## Gameplay
De Wii-mote moet horizontaal worden gehouden in dit spel. Sonic rent automatisch naar voren en kan niet worden gestopt of omgedraaid. Sonic heeft slechts twee moves: door de Wii-mote naar links/rechts te tillen zal Sonic naar links/rechts bewegen en door de Wii-mote omhoog te tillen zal Sonic springen. Door te springen kan Sonic tevens vijanden doden.

## Ontvangst
| Beoordeeld door          | Datum            | Score |
| ------------------------ | ---------------- | ----- |
| nRevolution              | maart 2007       | 81%   |
| 4Players.de              | 8 maart 2007     | 80%   |
| Mansized                 | 11 maart 2007    | 80%   |
| Nintendo-Online.de       | 25 mei 2007      | 80%   |
| UOL Jogos                | 9 maart 2007     | 80%   |
| Sega-16.com              | 13 maart 2007    | 80%   |
| GamePro (USA)            | 21 februari 2007 | 75%   |
| Game Informer Magazine   | april 2007       | 55%   |
| Game Revolution          | 23 maart 2007    | 42%   |
| Gamereactor (Denemarken) | 2 mei 2007       | 40%   |